# Premio Murat
Il premio Murat è un premio letterario italiano istituito a Bari nel 2001 dal GREC (Groupe de Recherche sur l'Extrême contemporain) e assegnato ogni due anni. Trae la sua denominazione dal sovrano illuminato Gioacchino Murat. È destinato a premiare un romanzo francese contemporaneo che si ritiene adatto ai gusti del pubblico italiano.

## Premio e processo di selezione
La giuria è composta da studenti e docenti di francesistica dell'Università di Bari e da studenti di vari istituti superiori di Bari e provincia. Il premio, che consiste in una somma di 1.000 euro, viene consegnato dal rettore dell'Università di Bari, dal responsabile scientifico del GREC e dal rappresentante dello sponsor del premio . Il premio Murat viene ufficialmente consegnato nel mese di ottobre, in occasione delle varie manifestazioni organizzate dal GREC attorno all'extrême contemporain.
Il romanzo premiato deve rispondere alle seguenti caratteristiche:
- appartenere alla narrativa francese;
- essere stato pubblicato nell'arco dell'anno precedente la consegna del premio;
- non essere tradotto in italiano al momento della selezione da parte del GREC;
- non superare le 200 pagine;
- essere opera di un autore esordiente o ignoto al pubblico italiano;
- avere qualità che lo distinguono nel panorama della produzione dell'anno preso in considerazione.

## Lista dei vincitori
- 2001 - Maxence Fermine, L'apiculteur, Albin Michel
- 2003 - Christine Deroin, Mot à mot, L'Inventaire
- 2005 - Sophie Jabès, Caroline assassine, J.C. Lattès
- 2007 - Colombe Schneck, L'increvable Monsieur Schneck, Stock
- 2009 - Maylis de Kerangal, Corniche Kennedy, Verticales
- 2011 - Pauline Klein, Alice Kahn, Allia
- 2013 - Isabelle Desesquelles, Un homme perdu, Naïve
- 2015 - Christian Viguié, Baptiste l'idiot, Le mot fou
- 2017 - Jean-Marc Ceci, Monsieur Origami, Gallimard
- 2019 - Aliona Gloukhova, Dans l'eau je suis chez moi, Verticales